# Lake Zurich, Illinois
Lake Zurich är en ort (village) i Lake County, i delstaten Illinois, USA. Enligt United States Census Bureau har orten en folkmängd på 19 709 invånare (2011) och en landarea på 17,5 km².